# Веранян, Феликс Хоренович
Фе́ликс Хоре́нович Вераня́н (арм. Ֆելիքս Խորենի Վերանյան, 10 апреля 1940, Ереван, Армянская ССР, СССР —13 января 2009, Ереван, Армения) — советский и армянский футбольный тренер. Мастер спорта (1984) и заслуженный тренер Армянской ССР (1984).

## Тренерская карьера
В «Сюнике» Веранян проработал полтора сезона. В первом же сезоне он привёл клуб из Капана к победе во Второй низшей лиге чемпионата СССР в 1991 году. В 1992 году, после первого круга, его сменил на тренерском мостике Владимир Петросян. Следующее появление Веранян случилось в 1996 году в горисском «Зангезуре». После первого круга, Веранян вновь уходит с поста, для того, чтобы возглавить в очередной раз «Котайк». Но под его руководством абовянская команда выступила хуже, чем в предыдущих сезонах. В Кубке вылетела 1/4-й финала (в прошлых двух сезонах команда дошла до финала, где проиграла «Арарату»), а в чемпионате заняла 7-е место.
До мая 2000 года проработал в капанском «Лернагорце». В начале сезона 2001 перешёл в ереванский «Арарат» на должность ассистента. В ноябре этого же года на посту главного тренера сменил Рафаела Галустяна. По завершении чемпионата вновь сместился на прежнюю должность ассистента главного тренера, которым был назначен Аркадий Андриасян. В сентябре в очередной раз произошла тренерская рокировка в стане «Арарата». Вместо Андреасяна, главным тренером стал вновь Веранян.

## Семья
Сын — Эдуард Веранян, внук — Хорен Веранян.
Зять — Гегам Едигарян, внуки — Артур Едигарян и Артак Едигарян.

## Достижения

### Достижения в качестве тренера
«Сюник»
- Чемпион Армянской ССР: 1991